# Karel Willeke
Karel Willeke (Den Haag, 22 mei 1877 – Amsterdam, 10 augustus 1938) was een Nederlands fluitist.
Hij was zoon van muzikant Karel Willeke en Johanna Petronella Franchimon. Zijn ouders overleden vlak na elkaar, moeder in 1893, vader in 1894 met een dankwoord van muziekvereniging Euphonia. Broer Willem Willeke werd bekend cellist in de Verenigde Staten. Karel trouwde in 1904 met Maria Gregoria Muller, dochter van muzikant Francis Constant Muller en Catharina Kok.
Van zijn opleiding tot fluitist is vrijwel niets bekend. Zijn naam duikt in de jaren 1897/1898 op als fluitist; hij is dan solo-fluitist van het Utrechts Stedelijk Orkest.  Een periode later is hij te vinden in Groningen, alwaar hij trouwde en zitting had in de De Harmonie. In 1907 kwam het bericht dat hij na proefspel benoemd was tot solo-fluitist van het Concertgebouworkest. Hij werd toen gelijk ook leraar aan het Conservatorium van Amsterdam.
Willeke zou als solo-fluitist 66 keer optreden met het Concertgebouworkest, meest onder Mengelberg, Cornelis Dopper en Pierre Monteux, maar speelde in 1920 onder leiding van Carl Nielsen. Zijn laatste concert vond in 1933 plaats onder leiding van Eduard van Beinum. In 1934 moest hij het orkest verlaten vanwege een matige gezondheid.
Zijn overlijden was curieus; op 10 augustus 1938 overleden drie (ex-)leden van het orkest, Willeke (ex) in de ochtend, violist Piet C. Kramer (nog actief) enkele uren later en in de middag overleed fagottist Eduard Verdelman (nog actief).